# Brooksia rostrata
Brooksia rostrata är en ryggsträngsdjursart som först beskrevs av Traustedt 1893.  Brooksia rostrata ingår i släktet Brooksia och familjen bandsalper. Inga underarter finns listade.